# منتصلة كليفلاندية
منتصلة كليفلاندية (الاسم العلمي: Achromobacter clevelandea) هي نوع من البكتيريا، سلبية الغرام، تتبع المنتصلة.